# 加拿大法語頻道
加拿大法語頻道（法語：ICI Radio-Canada Télé，2013年前称Télévision de Radio-Canada）是由加拿大廣播公司 (CBC) 擁有的公營法語無綫電視網絡。它的覆蓋範圍遍佈全國，亦是國内唯一一家在魁北克省外設有發射站的法語網絡，但它的服務對象仍以魁省觀衆為主，總部亦設於滿地可。
因語言上的關係，令加法頻道無需像CBC英語主频道般面對來自美國電視台的龐大競爭，而加法頻道的表現相對來說亦尚算不俗。在2004-05季度中，加法頻道於魁北克省的整體收視率僅次於私營法語網絡TVA電視網。
全國新聞聯播（Le Téléjournal）於每晚10點鐘播出；直播室設於滿地可總部大樓内。旗下的地區電視台每天亦於中午12時和下午6時播放地區新聞。加法頻道亦於1995年創立了加拿大首條法語新聞頻道。
加法頻道的滿地可分台（CBFT）於2006年開始進行高清電視廣播，其訊號亦可透過衛星或數碼有綫電視在全國各地接收。

## 地區分版
為配合聯邦政府推行的雙語政策，加法頻道於1970年代陸續於英語人口佔多數的地區增設地區電視台及轉播站，令網絡的覆蓋範圍伸延至全國所有省份。網絡現時在全國所有大城市都設有分台，而人口較少的城鎮則由私營地區電視台以合約形式播放網絡節目。

## 外部連結
- 官方網站（页面存档备份，存于） （法文）
- 加拿大廣播公司官方網站（页面存档备份，存于）